# Yoel García
Yoel García Luis (ur. 25 listopada 1973 w Nueva Gerona) – kubański lekkoatleta, trójskoczek.
Na Igrzyskach Olimpijskich w Sydney w 2000 zdobył srebrny medal, w Atlancie w 1996 był 20. w eliminacjach i nie awansował do finału. Na mistrzostwach świata w 1995 i 2001 zajmował czwarte miejsca. Ma w swoim dorobku również brązowy medal igrzysk panamerykańskich (1995). W 1997 został halowym mistrzem świata oraz wicemistrzem Ameryki Środkowej i Karaibów. Na mistrzostwach iberoamerykańskich w 2004 uplasował się na drugiej pozycji. W 1999 był mistrzem Kuby.

## Rekordy życiowe
- Trójskok (stadion) – 17,47 (1995 & 2000)
- Trójskok (hala) – 17,62 (1997)